# Maman(s)
Pour plus de détails, voir Fiche technique et Distribution.
Maman(s) est un court métrage français réalisé par Maïmouna Doucouré sorti en 2015. Le film remporte le César 2017 du meilleur court-métrage ex aequo avec Vers la tendresse d'Alice Diop.

## Synopsis
Le film évoque l'histoire douloureuse d'Aïda, une enfant de huit ans, confrontée à la polygamie dans sa famille. Face au désarroi de sa mère la fillette décide de se débarrasser de Rama, une jeune sénégalaise, nouvelle femme de son père. Maimouna Doucouré a elle-même, vécu ce type de situation, sans que le film soit autobiographique,.

## Fiche technique
- Titre : Maman(s)
- Réalisation et scénario : Maïmouna Doucouré
- Assistants à la réalisation : Jean-Baptiste Germain, Gildas Madelénat
- Décors : Anne-Sophie Delseries
- Directrice de casting : Tania Arana
- Costumes : Valérie Ranchoux et Rose Mariani
- Photographie : Yann Maritaud
- Montage : Sonia Franco
- Son : Clément Maléo
- Assistante opérateur : Agnès Jeanneau
- Production : Zangro
- Script-Doctor : Sébastien Boatto
- Sociétés de Production : Bien ou Bien Productions
- Pays :  France
- Genre : court métrage
- Durée : 21 minutes
- Date de sortie : 2015

## Distribution
- Sokhna Diallo : Aïda
- Maïmouna Gueye : Mariam
- Azize Diabaté Abdoulaye : Youssouf
- Marème N'Diaye : Rama
- Ériq Ebouaney : Alioune
- Maïssa  Toumoutou : Bébé
- Aïda Diallo : Bintou
- Khemissa  Zarouel : Nora

## Production
Bien ou Bien Productions, avec le producteur Zangro, a assuré la production du court métrage qui a également reçu le soutien de France 3, du Centre national du cinéma (CNC), de la région Aquitaine et de TV7 Bordeaux. Une quarantaine de techniciens ont participé au film. Le budget est de 100 000 euros. Le tournage s'est effectué en français et en wolof.

## Distinctions
Maman(s) a été présenté dans plus de 150 festivals et a remporté plus de quarante prix internationaux dont le prix du meilleur court-métrage international au Festival de Sundance, le grand prix au Festival de Toronto ou le grand prix CinéBanlieue, qui a été remis à Maïmouna Doucouré par la Ministre de la Culture, Fleur Pellerin. Il obtient le César 2017 du Meilleur court métrage.